# Frost (Mortal Kombat)
Frost es un personaje ficticio de la saga de videojuegos de lucha Mortal Kombat, en la historia es retratada como una Lin Kuei que posee habilidades criogenizantes similares a las de Sub-Zero.
Su primera aparición fue en Mortal Kombat: Deadly Alliance como la estudiante principal de Sub-Zero, durante entregas posteriores se ve como Frost debido a una serie de malentendidos opta por traicionar a su maestro y unirse a las fuerzas del mal. Durante el reinicio de la línea temporal (desde MK9) se deja entre ver que la motivación principal que la orilla a traicionar a los Lin Kuei fue el sentirse subestimada por todos.

## Biografía ficticia
Después que Sub-Zero se tornó en el Gran Maestro del clan Lin Kuei, organizó un torneo para reclutar guerreros poderosos. La vencedora fue Frost, mostrando habilidades excepcionales; Frost se vuelve entonces la aprendiz de Sub-Zero. Después de un tiempo de duro y arduo entrenamiento, Frost aumenta su habilidad de combate, al mismo tiempo que arrogancia también aumentaba.
Durante los eventos de Mortal Kombat: Deadly Alliance, cuando Raiden pidió ayuda a Sub-Zero para ayudar a acabar con la Alianza Mortal, ella fue con Sub-Zero hacia el Mundo Exterior. Después de esto, congeló a Sub-Zero, dejándolo inmóvil por unos segundos para poder robarle el Medallón del Dragón que éste lo cargaba en su pecho. Sin poseer la fuerza y la disciplina necesaria para controlar el poder del medallón, su propio poder congelante la acabó enterrando en un ataúd de hielo. Sub-Zero sintió mucha pena por ella pues le había cogido mucho aprecio y cariño, pero sabía que debería darle una sepultura digna, así que la llevó a unas antiguas ruinas donde descubrió que él y ella eran descendientes de los criomantes, una cultura de guerreros capaces de dominar el hielo. También encontró una armadura de sus antepasados y optó por dejarla allí. Tiempo después, Sub-Zero regresa al templo de los Lin Kuei, sólo para encontrar que Frost ha vuelto, resucitada accidentalmente por Taven, en su búsqueda del regalo de su madre. Frost sólo podía recordar a Sub-Zero, y asesino a todos los Lin Kuei que encontró a su paso. Creyendo que Taven era Sub-Zero, Frost luchó contra él. El último golpe que Taven le hizo a Frost, le permitió recuperar su cordura. Sin embargo, Frost es detenida nuevamente por Sub-Zero, el cual la congela y la deja cautiva en el templo hasta que recupere su cordura.
Frost aparece en el cómic precuela de Mortal Kombat X, como luchadora en un club de pelea con luchas a muerte, ostentando un récord de 21 peleas ganadas, invicta, con 19 victorias perfectas y habiendo asesinado a todos sus oponentes. Cuando se tiene que enfrentar a Cassie Cage, al principio Frost toma la delantera golpeando brutalmente a Cassie, pero ésta reacciona usando movimientos impredecibles heredados de su padre, dejando inconsciente a Frost. El mánager del estadio obliga a Cassie a matar a Frost, pero en ese momento irrumpen dos miembros del clan del Dragón Negro, Jarek y Tasia. Cassie y Jacqui Briggs, quien la había acompañado al lugar, rescatan a Frost y huyen. Ambas notan la pesadez y la baja temperatura de Frost sin percatarse de que era una criomante, ya que Frost no había exhibido sus poderes a ambas. Frost es retirada en camilla por paramédicos.
En Mortal Kombat X, Frost aparece en el templo Lin Kuei junto con Sub-Zero, quien ayuda a las Fuerzas Especiales en su entrenamiento, a petición de Johnny Cage. Frost se muestra impaciente y prepotente, se niega a ayuda a las Fuerzas Especiales y aborrece que Sub-Zero les ayude.
Tiempo después, durante los acontecimientos de Mortal Kombat 11, en una misión de Sub-Zero y Scorpion en la fábrica de los Cíber Lin Kuei, custodiada por Sektor para fabricar cyborgs al servicio de Kronika, Frost aparece sorpresivamente, revelando que se ha convertido en un cyborg, cuerpo metálico pero conservando su rostro y cabello. Frost es vencida por Sub-Zero y Scorpion, y dejada en la fábrica, inconsciente.
Luego reaparece en el barco de Kharon, que transporta a los Guerreros de la Tierra hacia la fortaleza del tiempo de Kronika para enfrentarse a ella y a sus ejércitos. Frost aborda el barco junto con un ejército de cíber ninjas, pero es derrotada por Raiden, quien se ve obligado a quemar sus circuitos y matarla para que el ejército de cíber ninjas se apagara, ya que todos estaban conectados a Frost a través de una red.

## Apariciones en los juegos

### Mortal Kombat: Deadly Alliance

#### Estilos de pelea
- Tong Bei
- Yuan Yang

#### Armas
- Dagas de hielo

#### Remates
- Muerte fría: Frost congela a su enemigo entero y le da un patada, destrozando su cuerpo y dejando solo las piernas congeladas.

### Mortal Kombat: Unchained

#### Estilos de pelea
- Tong Bei
- Yuan Yang

#### Armas
- Dagas de hielo

#### Remates
- Muerte fría: Frost congela a su enemigo entero y le da un patada, destrozando su cuerpo y dejando solo las piernas congeladas.

### Mortal Kombat: Armageddon

#### Estilos de lucha
- Tong Bei

#### Armas
- Dagas de hielo

### Mortal Kombat 11

#### Movimientos especiales
- Giro de cuchilla: Frost gira varias veces sobre su eje, dañando con cuchillas de hielo a su oponente.
- Postura criogénica: Frost dispara shuriken congeladas desde cañones en sus hombros.
- Cabeza criogénica: Frost lanza su cabeza en diagonal hacia arriba, golpeando a un oponente en salto.
- Barrena de hielo: Frost dispara una barrena congelada a su oponente.
- Barrena penetrante: Frost dispara hielo al suelo, del que crece una barrena congelada que se clava al oponente.
- Corona criogénica: Frost lanza su cabeza al suelo cual granada, explota y congela al oponente.
- Trampa nuclear: Frost crea una trampa de hielo, que congela al oponente si permanece dentro mucho tiempo.
- Sobrecarga nuclear: El núcleo helado de Frost se energiza, haciendo sus ataques más fuertes.
- Levantamiento con barrenas: Frost se desplaza rápidamente hacia su oponente, enterrándole barrenas congeladas con sus manos.
- Pica ártica: Frost se abalanza sobre su oponente, sacudiéndolo violentamente.
- Temblor de hielo: En el aire, Frost cae en picada sobre su oponente.
- Generación glaciar: Frost crea un escudo que la protege contra proyectiles.
- Microexplosión: Frost genera un área de explosión a quemarropa.

#### Fatal Blow
- Perforación letal: Frost dispara un rayo congelante de su pecho y congela al oponente, creando también una pequeña zona congelada con varios picos de hielo, luego se abalanza sobre él y lo arrastra, haciendo que golpee su rostro con los picos de hielo, luego clava su cabeza en un pico de hielo frente, se eleva y clava nuevamente su cabeza en un pico de hielo sobre él.

#### Remates
- Escultura de hielo: Frost taladra con sus brazos la cien y el abdomen del oponente, para después introducir en el orificio abdominal una bomba criogénica que destruye y a la vez congela los restos del peleador.
- Iniciativa Cíber: Frost lanza un rayo congelante de su pecho hacia el oponente, después golpea destruyendo la parte superior del mismo con el objetivo de extraer la médula espinal junto con el cerebro, un dron lo toma y transporta a la fábrica de cybrogs, donde coloca la médula y el cerebro en un cybrog, el cual se enciende automáticamente, dando a entender que su oponente fue convertido en cybrog.
- Friendship: Frost patina artísticamente en una pista de hielo que ella misma hace, finaliza girando su cuerpo sobre una de sus piernas mientras su cabeza se queda en la misma posición.

## Recepción
Ella ocupó el puesto 31 en la encuesta de personajes de MK 2013 de Dorkly votado por los fanáticos, pero quedó fuera de la lista de 2012 de UGO de los principales cincuenta personajes de la serie. Complex colocó a su octava en su selección de los diez personajes más subestimados de la serie en 2011. Tony Searle de WhatCulture incluyó a Frost en una lista de los mejores doce personajes de la serie que quería en Mortal Kombat X , pero dijo que su especial los movimientos se sentían limitados en el juego, movimientos que Sub-Zero podría haber recuperado fácilmente por sí mismo. Den of Geek a Frost 37.º en su clasificación de 2015 de los 73 personajes de la serie. Con el intento de Sub-Zero de reconstruir el Lin Kuei y darle legitimidad, agregar Frost al elenco fue un buen toque.